# 柳ベン
柳 䛒（りゅう べん、542年 - 610年）は、隋の文人。字は顧言。本貫は河東郡解県。

## 経歴
南朝梁の都官尚書柳暉（柳惔の子）の子として生まれた。南朝梁に仕えて、著作佐郎を初任とした。後梁が建国されると、侍中となり、国子祭酒・吏部尚書を兼ねた。後梁が取りつぶされると、柳䛒は隋に任用されて開府・通直散騎常侍の位を受け、内史侍郎に転じた。官僚仕事の才能がなく、晋王諮議参軍に転じた。晋王楊広（後の煬帝）は文雅を好み、諸葛潁・虞世南・王冑・朱瑒ら100人あまりを招いて学士として任用していた。柳䛒は晋王の学士の筆頭となり、晋王の師友として処遇された。
仁寿元年（601年）、柳䛒は東宮学士となり、通直散騎常侍の位を加えられ、検校洗馬をつとめた。皇太子楊広に親任されて、寝室に出入りすることも許された。酒を好み、多弁で機知に富んでおり、楊広にますます気に入られた。『法華玄宗』20巻を撰して奏上した。
仁寿4年（604年）、煬帝が即位すると、柳䛒は秘書監に任じられ、漢南県公に封じられた。大業6年（610年）、江都への巡幸に従い、病没した。享年は69。大将軍の位を追贈された。諡は康といった。著書に『晋王北伐記』15巻があり、また『柳䛒集』10巻があった。

## 伝記資料
- 『隋書』巻58 列伝第23
- 『北史』巻83 列伝第71